# Монтгомери (тауншип, Миннесота)
Монтгомери (англ. Montgomery) — тауншип в округе Ле-Сур, Миннесота, США. На 2000 год его население составило 745 человек.

## География
По данным Бюро переписи населения США площадь тауншипа составляет 89,5 км², из которых 87,2 км² занимает суша, а 2,3 км² — вода (2,58 %).

## Демография
По данным переписи населения 2000 года здесь находились 745 человек, 272 домохозяйства и 206 семей.  Плотность населения —  8,5 чел./км².  На территории тауншипа расположено 287 построек со средней плотностью 3,3 построек на один квадратный километр. Расовый состав населения: 99,33 % белых, 0,13 % азиатов, 0,13 % c Тихоокеанских островов и 0,40 % приходится на две или более других рас. Испанцы или латиноамериканцы любой расы составляли 1,21 % от популяции тауншипа.
Из 272 домохозяйств в 33,8 % воспитывались дети до 18 лет, в 68,4 % проживали супружеские пары, в 2,2 % проживали незамужние женщины и в 23,9 % домохозяйств проживали несемейные люди. 21,3 % домохозяйств состояли из одного человека, при том 7,7 % из — одиноких пожилых людей старше 65 лет. Средний размер домохозяйства — 2,74, а семьи — 3,20 человека.
28,9 % населения младше 18 лет, 6,7 % в возрасте от 18 до 24 лет, 25,5 % от 25 до 44, 24,2 % от 45 до 64 и 14,8 % старше 65 лет. Средний возраст — 38 лет. На каждые 100 женщин приходилось 112,9 мужчин.  На каждые 100 женщин старше 18 приходилось 118,1 мужчин.
Средний годовой доход домохозяйства составлял 45 227 долларов, а средний годовой доход семьи —  55 417 долларов. Средний доход мужчин —  36 477  долларов, в то время как у женщин — 21 667. Доход на душу населения составил 20 180 долларов. За чертой бедности находились 1,9 % семей и 3,5 % всего населения тауншипа, из которых 4,9 % младше 18 и 4,2 % старше 65 лет.